# 默特尔·库克
默特尔·库克（英語：Myrtle Cook，1902年1月5日—1985年3月18日），加拿大女子田径运动员，主攻短跑。她曾代表加拿大参加1928年夏季奥林匹克运动会田径比赛，获得女子4×100米接力金牌。